# Уролка (село)
Уролка — село в Соликамском районе Пермского края. Входит в состав Басимского сельского поселения.

## Географическое положение
Расположен в юго-западной части района, на правом берегу реки Уролка, примерно в 11 км к северо-востоку от центра поселения, посёлка Басим, и в 80 км к северо-западу от районного центра, города Соликамск.

## Население
| 2010 |
| ---- |
| 120  |

## Улицы[2]
- 50 лет Октября ул.
- Мира ул.
- Победы ул.
- Полевая ул.
- Южная ул.

## Топографические карты
- Лист карты O-40-4 Басим. Масштаб: 1 : 100 000. Состояние местности на 1982 год. Издание 1989 г.